# Sint-Laurentiuskerk (Veltem)

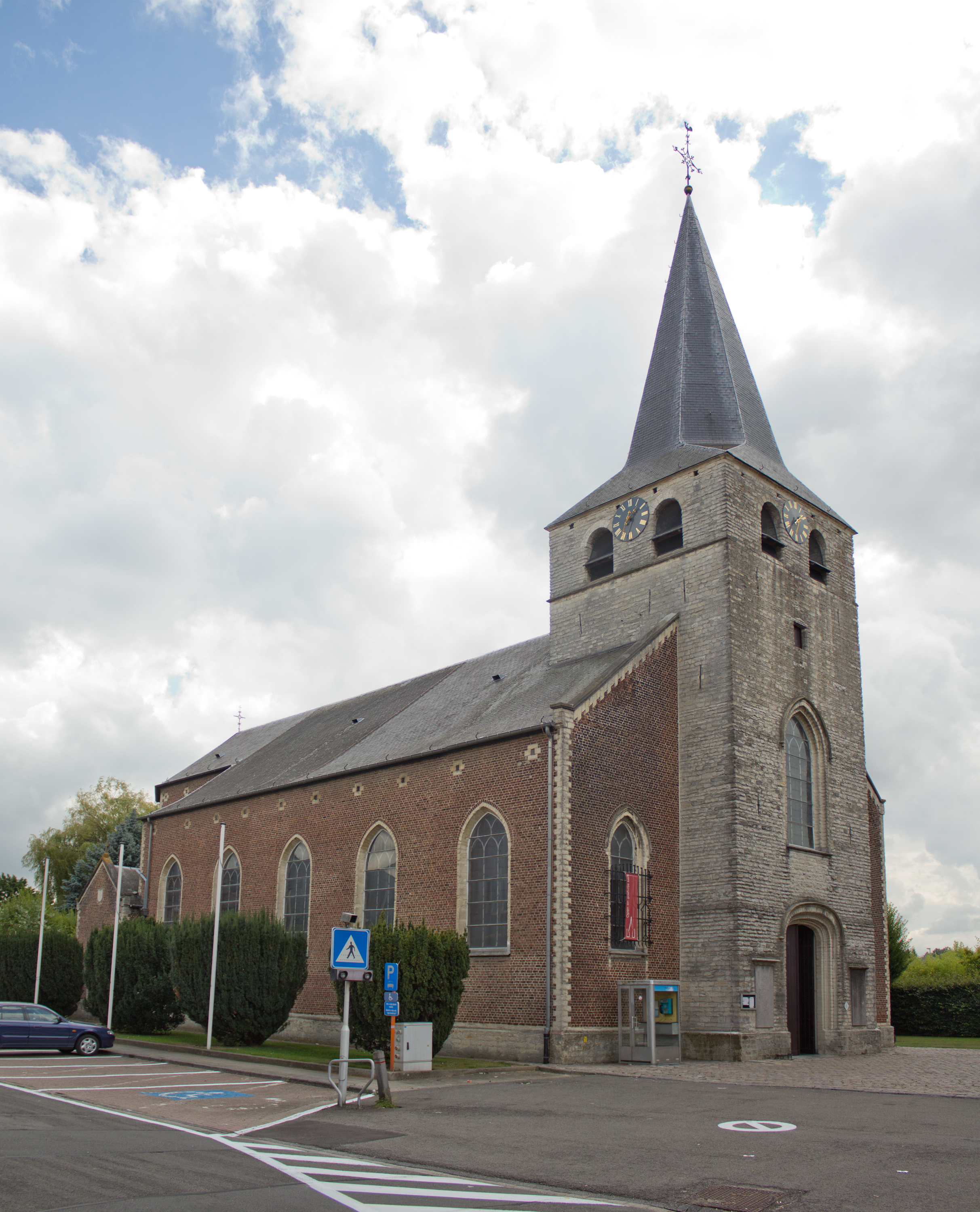
Sint-Laurentiuskerk

De Sint-Laurentiuskerk is de parochiekerk van de tot de Vlaams-Brabantse gemeente Herent behorende plaats Veltem, gelegen aan het Dorpsplein 1.
De kerk heeft een halfingebouwde romaanse toren uit de 12e en 13e eeuw, gebouwd in witte zandsteen. In de 16e eeuw werd in de toren een korfboogportaal aangebracht. In 1628 werd de spits opgericht.
In 1858-1859 werd een neogotisch schip en koor gebouwd, opgetrokken in baksteen.
De kerk werd in 2022 ontwijd en kreeg een herbestemming als gemeenschapscentrum.

## Interieur
De kerk bezit een schilderij Sint-Augustinus van 1773, vervaardigd door Pieter Jozef Verhaghen. Ook zijn er enkele 17e-eeuwse schilderijen. Er is een Mariabeeld van omstreeks 1400, en een Sint-Laurentius van omstreeks 1500, daarnaast een 16e-eeuwse piëta en een 17e-eeuws kruisbeeld.
Het portiekhoofdaltaar is uit de tweede helft van de 18e eeuw.